# 3905 Doppler
3905 Doppler è un asteroide della fascia principale. Scoperto nel 1984, presenta un'orbita caratterizzata da un semiasse maggiore pari a 2,5605898 au e da un'eccentricità di 0,2544688, inclinata di 14,20921° rispetto all'eclittica.
L'asteroide è dedicato al fisico austriaco Christian Doppler.